# Alonso Zamora Vicente
Pour les articles homonymes, voir Zamora (homonymie).
Alonso Zamora Vicente (né le 1er février 1916 à Madrid et mort le 14 mars 2006 à San Sebastián de los Reyes) est un philologue, dialectologue et écrivain espagnol.

## Biographie
Il reçoit en 1980 le prix national de littérature narrative pour Mesa, sobremesa.

## Œuvre

### Études critiques
- Al trasluz de la lengua actual
- Años difíciles: Valle-Inclán y la Fundación San Gaspar
- Asedio a "Luces de Bohemia" primer esperpento de Ramón del Valle Inclán, discours lu le 28 mai 1967
- Camilo José Cela: (acercamiento a un escritor)
- Carta de Alonso Zamora Vicente sobre una película española
- Compostela, años atrás
- De Garcilaso a Valle-Inclán
- Estudios de dialectología hispánica
- Una introducción a la "Comedia do viuvo"
- Lengua, literatura, intimidad
- Léxico rural asturiano: palabras y cosas de Libardón (Colunga)
- Manual de dialectología española, 1960/1967
- Libros, hombres, paisajes
- Lope de Vega: su vida y su obra
- Nuevas precisiones sobre Luces de Bohemia
- La otra esquina de la lengua
- Para el entendimiento de "La dama boba"
- Presentación a los Entremeses de Miguel de Cervantes
- Qué es la novela picaresca
- Una cuartilla sobre Américo Castro
- Valle-Inclán, novelista por entregas

### Œuvre littéraire
- ¡Estos pobres diablos!
- Primeras hojas
- Sin levantar cabeza
- A traque barraque
- Mesa, sobremesa
- Vegas bajas

### Éditions
- Lope de Vega, Las bizarrías de Belisa
- Francisco de la Torre, Poesías
- Tirso de Molina, Don Gil de las calzas verdes
- Lope de Vega, La dama boba